# Thunder .50
Впервые этот пистолет был представлен в 2004 году на ежегодной выставке стрелкового оружия SHOT Show в штате Юта.
Однозарядный пистолет калибра 12,7×99 мм, один из самых мощных в мире. Пробивная сила не уступает многим снайперским винтовкам. Оборудован дульным тормозом, из прорезей которого во время выстрела вырывается пламя, достигающее пяти метров. Также имеет редкую для пистолетов систему гидравлического отката, которая уменьшает отдачу примерно на 20%. Но даже при этом дульная энергия составляет 15 500 Дж, и для стрелка есть опасность повреждения рук при неправильном применении.
Система заряжания схожа с артиллерийским орудием. Задвижка затвора откидывается влево, и боеприпас вставляется с тыльной стороны пистолета.
В первую очередь был рассчитан специально для профессиональных охотников, поскольку способен убить даже таких животных как носорог и слон. Но из-за внесения этих животных в Красную книгу, практически не использовался. Большой вес и габариты делают пистолет слишком неудобным, и применения ему так и не нашлось. Однако в силу необычного футуристического вида, охотно скупается коллекционерами.